# Aleksander Glück
Aleksander Glück (ur. 1884, zm. 1925) – polski lekarz, badacz kiły.

## Życiorys
Aleksander Glück urodził się w 1884 roku, był synem Leopolda Glücka i Pauliny Fink. Ukończył studia medyczne w Wiedniu, na Uniwersytecie Rudolfa. Po ukończeniu edukacji mieszkał najpierw w Krakowie, po czym rozpoczął karierę lekarską, przenosząc się do Wrocławia. W 1909 roku przeniósł się do rodzinnego Sarajewa, w którym objął posadę Ordynatora Szpitala Krajowego i kontynuował rozpoczęte przez ojca badania nad przypadkami kiły wśród mieszkańców Bośni. W 1925 roku na konferencji medycznej w Hamburgu wygłosił odczyt, w którym po raz pierwszy opisał endemiczne przypadki tej choroby.
Zmarł na gruźlicę w 1925 roku.
Jego braćmi byli Władysław i Henryk.